# Tabatha Coffey
Tabatha Coffey (Brisbane, 17 maggio 1969) è un personaggio televisivo e parrucchiera australiana.
Ha acquistato notorietà partecipando come concorrente al reality show statunitense Shear Genius, che l'ha portata alla conduzione di un programma televisivo proprio, Tabatha mani di forbice (Tabatha's Salon Takeover nel titolo originale), trasmesso in America dal canale televisivo via cavo Bravo e dalle reti a pagamento Foxtel, Arena e Network Ten in Australia, in onda in Italia su Real Time.

## Carriera

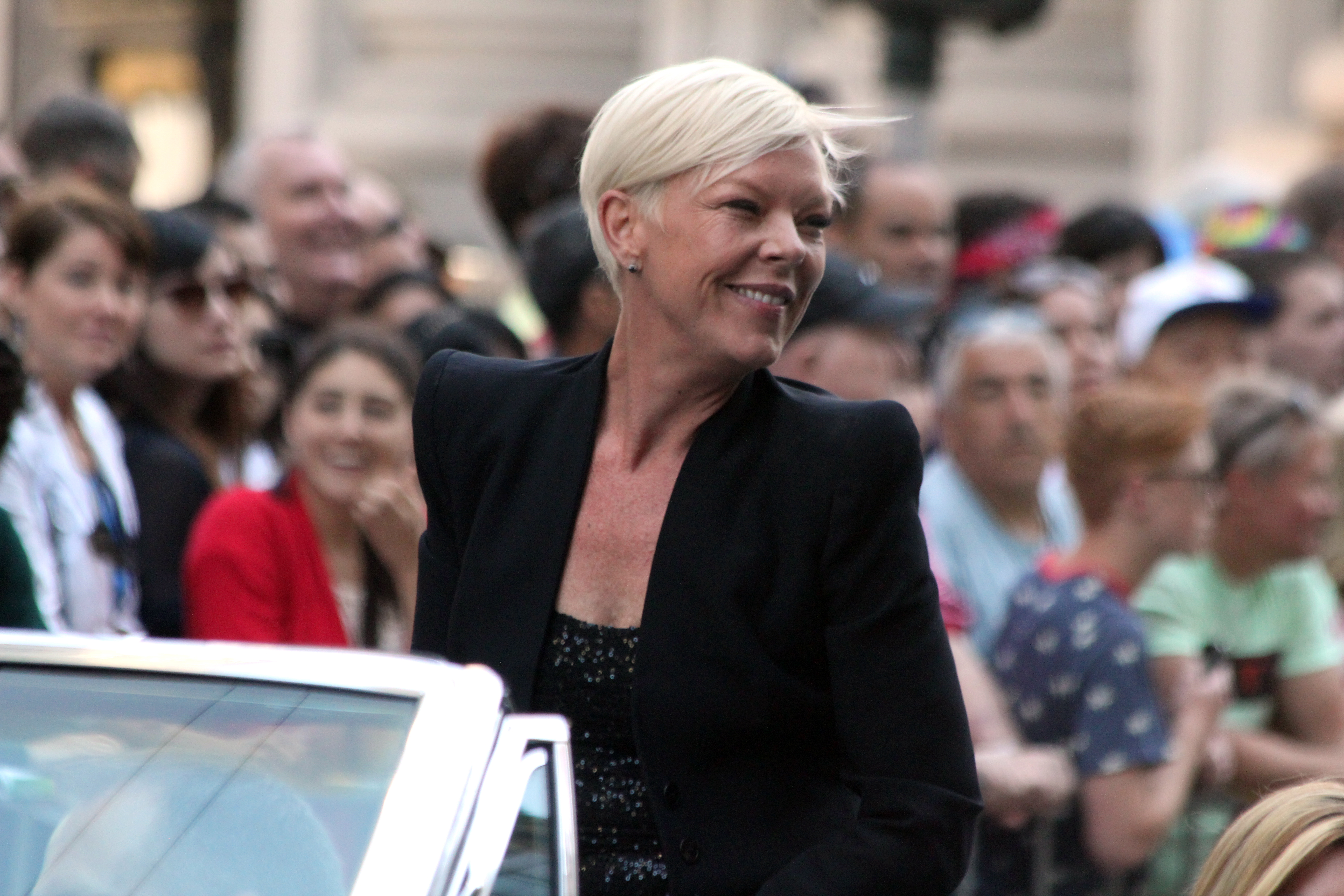
Tabatha Coffey nel 2013

La Coffey ha iniziato a lavorare a 14 anni, come assistente in un salone di bellezza di Surfers Paradise, dove la sua famiglia si era trasferita nel 1979. Un anno dopo ha iniziato a frequentare un corso di apprendistato quadriennale per perfezionare la conoscenza del mestiere. In seguito si è trasferita a Londra per continuare la sua formazione per altri tre anni.
Trasferitasi negli Stati Uniti, ha aperto un suo salone, Industrie Hair Gurus, a Ridgewood, nello stato del New Jersey, lavorando contemporaneamente nel salone Warren-Tricomi di West Hollywood. Il suo approccio è trasformativo, crea un look speciale per ogni individuo, a differenza di altri parrucchieri che si specializzano in un certo aspetto. Lavora anche come acconciatrice per la società di cura dei capelli, Joico International. Viaggia regolarmente in tutto il mondo per educare gli stilisti e lavora a stretto contatto per contribuire a creare le acconciature da esibire nelle pubblicità e nelle immagini delle collezioni di moda. In un'intervista ha affermato: «La cosa che preferisco è lavorare con professionisti e insegnare. Mi piace dare e ricevere da altri professionisti». In linea con i suoi propositi e con quanto insegna, fra il 2010 e il 2011 ha venduto il suo salone di Ridgewood.
Ha lavorato dietro le quinte della settimana della moda di New York e come giornalista per riviste di alta moda e di bellezza come Seventeen, Marie Claire, e Mademoiselle.
Nel 2011 è stato pubblicato il suo primo libro, It's Not Really About the Hair: The Honest Truth About Life, Love, and the Business of Beauty, che parla interamente della sua vita.
Nel 2014 è stato pubblicato il suo secondo libro, Own It! Be The Boss of Your Life- at Home and in the Workplace, che dà consigli su come risolvere i propri problemi con la propria attività lavorativa, colleghi di lavoro e anche nella vita privata.

### Televisione
La Coffey si è presentata al pubblico statunitense per la prima volta quando ha partecipato come concorrente al reality show Shear Genius, su Bravo. Pur avendo fatto il provino solo per curiosità, ha acquisito subito una certa reputazione per la sua schiettezza e la sua determinatezza. Era la favorita nelle competizioni, e ne vinse la maggior parte durante il suo soggiorno nel programma, ma è stata però eliminata nel sesto episodio assieme al suo compagno di squadra Tyson. Non ha mai fatto segrete le sue obiezioni ai metodi di Tyson, che lavorava pensando al suo ego, facendo sì che venissero eliminati dai giudici per il loro scarso lavoro di squadra. Successivamente ha partecipato a un altro show, Fan Favorite, vincendo 10.000 dollari.
Nel 2008 la Coffey è stata contattata dal canale televisivo Bravo per assumere il ruolo da protagonista nella serie televisiva Tabatha's Salon Takeover (in Italia, su Real Time "Tabatha Mani di Forbice), in cui sfrutta le sue conoscenze come parrucchiera, di business woman e di stilista per assistere saloni che sono a rischio chiusura. È apparsa anche in altri programmi quali la seconda stagione di Make Me a Super Model (seconda stagione), Tyra Banks Show e il reality The Biggest Loser, quest'ultimo assieme a Tim Gunn.
Ha iniziato un nuovo show chiamato Tabatha Takes Over dove, oltre a rivoluzionare i saloni di parrucchieri, si occupa anche di bar, parchi di divertimento e saloni di toelettatura per cani.

## Vita privata
Si è dichiarata apertamente lesbica ed ha  avuto una relazione durata più di dieci anni con la sua partner a Ridgewood, New Jersey, dove ancora vive.
Dopo la perdita della madre nel 2010, deceduta per cancro, Tabatha Coffey ha iniziato a collaborare con il Centro Medico Universitario Hackensack, dove acconcia parrucche per i bambini malati di cancro, e con la fondazione Saint Baldrick di Monrovia, California, un'organizzazione no-profit che raccoglie fondi per la ricerca sul cancro nei bambini.